# Brigada 21
La antesala del infierno (también conocida como Brigada 21, en España y Historia de un detective, en Chile), es una película estadounidense de 1951 dirigida por William Wyler que cuenta la historia de diferentes personajes vinculados a un escuadrón de policía. La película está protagonizada por Kirk Douglas, Eleanor Parker, William Bendix, Cathy O'Donnell y Lee Grant. La obra es una adaptación de Robert Wyler y Philip Yordan, de un escrito de Sidney Kingsley.
- Datos: Q605867